# Trois croix du cimetière de Pacé
Les trois croix du cimetière de Pacé sont un ensemble de trois croix monumentales situées dans l'ancien cimetière de Pacé, dans le département français d'Ille-et-Vilaine, région Bretagne.

## Historique
Ces croix datent du XVIe siècle et font l’objet d’une inscription commune au titre des monuments historiques depuis le 6 mars 1946.